# Liste des champions du monde de la WBA
Liste des champions du monde de la WBA (World Boxing Association).
Mise à jour : 7 août 2025

## Détenteurs des ceintures WBA
| Catégorie                                 | Champion              | Champion    | Date              | Nombre de défenses | Dernière défense |
| ----------------------------------------- | --------------------- | ----------- | ----------------- | ------------------ | ---------------- |
| Poids pailles (-47,6 kg / -105 lbs)       | Thammanoon Niyomtrong | Thaïlande   | 29 juin 2016      | 9                  | 20 juillet 2022  |
| Poids mi-mouches (-49 kg / -108 lbs)      | Kyosuke Takami        | Japon       | 30 juillet 2025   | 0                  |                  |
| Poids mouches (-50,8 kg / -112 lbs)       | Seigo Yuri Akui       | Japon       | 23 janvier 2024   | 0                  |                  |
| Poids super-mouches (-52,2 kg / -115 lbs) | Fernando Martínez     | Argentine   | 7 juillet 2024    | 0                  |                  |
| Poids coqs (-53,5 kg / -118 lbs)          | Seiya Tsutsumi        | Japon       | 13 octobre 2024   | 0                  |                  |
| Poids super-coqs (-55,3 kg / -122 lbs)    | Naoya Inoue           | Japon       | 26 décembre 2023  | 4                  | 4 mai 2025       |
| Poids plumes (-57,2 kg / -126 lbs)        | Nick Ball             | Royaume-Uni | 6 mai 2024        | 0                  |                  |
| Poids super-plumes (-59 kg / -130 lbs)    | Lamont Roach          | États-Unis  | 25 novembre 2023  | 1                  | 28 juin 2024     |
| Poids légers (-61,2 kg / -135 lbs)        | Gervonta Davis        | États-Unis  | 15 juin 2024      | 0                  |                  |
| Poids super-légers (-63,5 kg / -140 lbs)  | José Valenzuela       | États-Unis  | 3 août 2024       | 0                  |                  |
| Poids welters (-66,7 kg / -147 lbs)       | Terence Crawford      | États-Unis  | 29 juillet 2022   | 0                  |                  |
| Poids super-welters (-69,9 kg / -154 lbs) | Terence Crawford      | États-Unis  | 3 août 2024       | 0                  |                  |
| Poids moyens (-72,6 kg / -160 lbs)        | Erislandy Lara        | Cuba        | 9 mars 2023       | 1                  | 30 mars 2024     |
| Poids super-moyens (-76,2 kg / -168 lbs)  | Canelo Álvarez        | Mexique     | 19 décembre 2020  | 7                  | 6 mai 2024       |
| Poids mi-lourds (-79,4 kg / -175 lbs)     | Dmitri Bivol          | Russie      | 22 février 2025   | 0                  |                  |
| Poids lourds-légers (-90,7 kg / -200 lbs) | Gilberto Ramírez      | Mexique     | 30 mars 2024      | 0                  |                  |
| Poids lourds (+90,7 kg / +200 lbs)        | Oleksandr Usyk        | Ukraine     | 25 septembre 2021 | 4                  | 19 juillet 2025  |

## Historique

### Poids légers
| Num. | Nom                                                                                        | Date                              | Défense |
| --- | ------------------------------------------------------------------------------------------ | --------------------------------- | ------- |
| 1 | Benny Leonard                                                                              | Janvier 1921 – 15 janvier 1925    | 3       |
| Leonard prend sa retraite. |                                                                                            |                                   |         |
| 2 | Jimmy Goodrich (def. Stanislaus Loayza)                                                    | 13 juillet 1925                   | 0       |
| 3 | Rocky Kansas                                                                               | 7 décembre 1925                   | 0       |
| 4 | Sammy Mandell                                                                              | 3 juillet 1926                    | 3       |
| 5 | Al Singer                                                                                  | 17 juillet 1930                   | 0       |
| 6 | Tony Canzoneri                                                                             | 14 novembre 1930                  | 5       |
| 7 | Barney Ross                                                                                | 23 juin 1933 - 15 avril 1935      | 1       |
| Ross a quitté le titre pour passer au super léger. |                                                                                            |                                   |         |
| 8 | Tony Canzoneri (2) (déf. Lou Ambers)                                                       | 10 mai 1935                       | 1       |
| 8 | Lou Ambers                                                                                 | 3 septembre 1936                  | 2       |
| 9 | Henry Armstrong                                                                            | 17 août 1938                      | 1       |
| 10 | Lou Ambers (2)                                                                             | 22 août 1939 – 25 mars 1940       | 0       |
| Ambers a été déchu après avoir échoué à défendre le titre dans les 6 mois et avoir refusé de combattre le meilleur prétendant Davey Day.              |                                                                                            |                                   |         |
| 11 | Sammy Angott (def. Davey Day)                                                              | 3 mai 1940 – 14 novembre 1942     | 1       |
| Angott prend temporairement sa retraite. |                                                                                            |                                   |         |
| 12 | Sammy Angott (2) (def. Slugger White)                                                      | 27 octobre 1943                   | 0       |
| 13 | Juan Zurita                                                                                | 8 mars 1944                       | 0       |
| 14 | Ike Williams                                                                               | 18 avril 1945                     | 8       |
| 15 | Jimmy Carter                                                                               | 25 mai 1951                       | 2       |
| 16 | Lauro Salas                                                                                | 14 mai 1952                       | 0       |
| 17 | Jimmy Carter (2)                                                                           | 15 octobre 1952                   | 3       |
| 18 | Paddy DeMarco                                                                              | 5 mars 1954                       | 0       |
| 19 | Jimmy Carter (3)                                                                           | 17 novembre 1954                  | 0       |
| 20 | Wallace Bud Smith                                                                          | 29 juin 1955                      | 1       |
| 21 | Joe Brown                                                                                  | 24 août 1956                      | 11      |
| 22 | Carlos Ortiz                                                                               | 21 avril 1962                     | 4       |
| 23 | Ismael Laguna                                                                              | 10 avril 1965                     | 0       |
| 24 | Carlos Ortiz (2)                                                                           | 13 novembre 1965                  | 5       |
| 25 | Carlos Teo Cruz                                                                            | 29 juin 1968                      | 1       |
| 26 | Mando Ramos                                                                                | 18 février 1969                   | 1       |
| 27 | Ismaël Laguna (2)                                                                          | 3 mars 1970                       | 1       |
| 28 | Ken Buchanan                                                                               | 26 septembre 1970                 | 2       |
| 29 | Roberto Durán                                                                              | 26 juin 1972 – 2 février 1979     | 12      |
| Durán a quitté le titre pour passer au poids welter.                                                                                                  |                                                                                            |                                   |         |
| 30 | Ernesto Espana (déf. Claude Noel)                                                          | 16 juin 1979                      | 1       |
| 31 | Hilmer Kenty                                                                               | 2 mars 1980                       | 3       |
| 32 | Sean O'Grady                                                                               | 12 avril 1981 – 14 août 1981      | 0       |
| O'Grady a été déchu de son titre pour ne pas l'avoir défendu.                                                                                         |                                                                                            |                                   |         |
| 33 | Claude Noel (déf. Rodolfo Gonzalez)                                                        | 12 septembre 1981                 | 0       |
| 34 | Arturo Frias                                                                               | 5 décembre 1981                   | 1       |
| 35 | Ray Mancini                                                                                | 8 mai 1982                        | 4       |
| 36 | Livingstone Bramble                                                                        | 1er juin 1984                     | 2       |
| 37 | Edwin Rosario                                                                              | 26 septembre 1986                 | 1       |
| 38 | Julio César Chávez                                                                         | 21 novembre 1987 – 1er juin 1989  | 2       |
| Chávez a quitté le titre pour passer au super léger. Le titre a été déclaré vacant lorsqu'un combat entre Edwin Rosario et Anthony Jones était prévu. |                                                                                            |                                   |         |
| 39 | Edwin Rosario (2) (déf. Anthony Jones)                                                     | 9 juillet 1989                    | 0       |
| 40 | Juan Nazario                                                                               | 4 mai 1990                        | 0       |
| 41 | Pernell Whitaker                                                                           | 11 août 1990 – 20 avril 1992      | 3       |
| Whitaker a quitté le titre pour passer au super léger.                                                                                                |                                                                                            |                                   |         |
| 42 | Joey Gamache (def. Chil-Sung Jun)                                                          | 13 juin 1992                      | 0       |
| 43 | Tony Lopez                                                                                 | 24 octobre 1992                   | 1       |
| 44 | Dingaan Thobela                                                                            | 26 juin 1993                      | 0       |
| 45 | Orzubek Nazarov                                                                            | 30 octobre 1993                   | 6       |
| 46 | Jean-Baptiste Mendy                                                                        | 16 mai 1998                       | 1       |
| 47 | Julien Lorcy                                                                               | 10 avril 1999                     | 0       |
| 48 | Stefano Zoff                                                                               | 7 août 1999                       | 0       |
| 49 | Gilberto Serrano                                                                           | 13 novembre 1999                  | 1       |
| 50 | Takanori Hatakeyama                                                                        | 11 juin 2000                      | 2       |
| 51 | Julien Lorcy (2)                                                                           | 1er juillet 2001                  | 0       |
| 52 | Raúl Horacio Balbi                                                                         | 18 octobre 2001                   | 0       |
| 53 | Leonard Doroftei                                                                           | 5 janvier 2002 – 24 octobre 2003  | 2       |
| Doroftei a été déchu de son titre lorsqu'il est arrivé en surpoids de 4,4 livres à son combat contre Miguel Callist. Le combat a été annulé.          |                                                                                            |                                   |         |
| 54 | Lakva Sim (déf. Miguel Callist)                                                            | 10 avril 2004                     | 0       |
| 55 | Juan Díaz                                                                                  | 17 juillet 2004                   | 5       |
| 55 | Diaz est devenu champion Unified après avoir battu le champion WBO Acelino Freitas.        |                                   |         |
| 55 | Juan Diaz – Champion unifié (def. Acelino Freitas)                                         | 23 février 2007                   | 1 (6)   |
| 55 | Diaz est devenu champion incontesté après avoir battu le champion IBF Julio Díaz.          |                                   |         |
| 55 | Juan Diaz – Champion incontesté (def. Julio Díaz)                                          | 13 octobre 2007                   | 1 (7)   |
| 56 | Nate Campbell                                                                              | 8 mars 2008 – 10 janvier 2009     | 0       |
| Campbell a annulé le titre en raison de préoccupations concernant les frais de sanction et les défenses obligatoires proposées.                       |                                                                                            |                                   |         |
| 57 | Paulus Moses – Champion régulier (Primary champion vacant)                                 | 10 janvier 2009 – 28 février 2009 | 0       |
| Moses est relégué au rang de champion secondaire car Juan Manuel Márquez a remporté le titre vacant de Super.                                         |                                                                                            |                                   |         |
| 58 | Juan Manuel Marquez – Super champion (déf. Juan Diaz)                                      | 28 février 2009 – 4 janvier 2012  | 2       |
| Marquez dépouillé pour cause d'inactivité. |                                                                                            |                                   |         |
| 59 | Richar Abril – champion régulier (champion intérimaire promu); (champion principal vacant) | 28 février 2013 – 10 avril 2015   | 2       |
| Abril a été déclaré champion après avoir annulé son combat contre Derry Matthews.                                                                     |                                                                                            |                                   |         |
| 60 | Darleys Perez – champion régulier (champion par intérim promu ); (Primary champion vacant) | 10 avril 2015                     | 1       |
| 61 | Anthony Crolla                                                                             | 21 novembre 2015                  | 1       |
| 62 | Jorge Linares                                                                              | 24 septembre 2016                 | 3       |
| 63 | Vasyl Lomachenko – Super champion (déf. Jorge Linares)                                     | 13 mai 2018                       | 3       |
| 64 | Teófimo López                                                                              | 17 octobre 2020                   | 0       |
| 65 | George Kambosos Jr.                                                                        | 27 novembre 2021                  | 0       |
| 66 | Devin Haney                                                                                | 5 juin 2022                       | 0       |

### Poids welters
| Num. | Nom | Date                                  | Défense |
| --- | --- | ------------------------------------- | ------- |
| 1 | Jack Britton | janvier 1921                          | 4       |
| 2 | Mickey Walker | 1er novembre 1922                     | 3       |
| 3 | Pete Latzo | 20 mai 1926                           | 2       |
| 4 | Joe Dundee | 3 juin 1927 – 22 mars 1929            | 2       |
| Dundee est déchu du titre lorsqu'il n'a pas réussi à signer pour un prétendant au titre. | |                                       |         |
| 5 | Jackie Fields (déf. Young Jack Thompson) | 25 mars 1929                          | 1       |
| 6 | Young Jack Thompson | 9 mai 1930                            | 0       |
| 7 | Tommy Freeman | 5 septembre 1930                      | 0       |
| 8 | Jack Thompson (2) | 14 avril 1931                         | 0       |
| 9 | Lou Brouillard | 23 octobre 1931                       | 0       |
| 10 | Jackie Fields (2) | 28 janvier 1932                       | 0       |
| 11 | Young Corbett III | 22 février 1933                       | 0       |
| 12 | Jimmy McLarnin | 29 mai 1933                           | 0       |
| 13 | Barney Ross | 28 mai 1934                           | 0       |
| 14 | Jimmy McLarnin (2) | 17 septembre 1934                     | 0       |
| 15 | Barney Ross (2) | 28 mai 1935                           | 2       |
| 16 | Henry Armstrong | 31 mai 1938                           | 19      |
| 17 | Fritzie Zivic | 4 octobre 1940                        | 1       |
| 18 | Freddie Cochrane | 29 juillet 1941                       | 0       |
| 19 | Marty Servo | 1er février 1946 – 25 septembre 1946  | 0       |
| Servo prend sa retraite. | |                                       |         |
| 20 | Sugar Ray Robinson (déf. Tommy Bell) | 20 décembre 1946 – 15 février 1951    | 4       |
| Le titre de Robinson est automatiquement annulé après avoir remporté le titre des poids moyens. | |                                       |         |
| 21 | Johnny Bratton (déf. Charley Fusari) | 13 mars 1951                          | 0       |
| 22 | Kid Gavilan | 18 mai 1951                           | 7       |
| 23 | Johnny Saxton | 20 octobre 1954                       | 0       |
| 24 | Tony DeMarco | 1er avril 1955                        | 0       |
| 25 | Carmen Basilio | 10 juin 1955                          | 0       |
| 26 | Johnny Saxton (2) | 14 mars 1956                          | 0       |
| 27 | Carmen Basílio (2) | 12 septembre 1956 – 23 septembre 1957 | 1       |
| Basilio a quitté le titre après avoir remporté le titre des poids moyens. | |                                       |         |
| 28 | Virgil Akins (def. Vince Martinez) | 6 juin 1958                           | 0       |
| 29 | Don Jordan | 5 décembre 1958                       | 2       |
| 30 | Benny Paret | 27 mai 1960                           | 1       |
| 31 | Emile Griffith | 1er avril 1961                        | 1       |
| 32 | Benny Paret (2) | 30 septembre 1961                     | 0       |
| 33 | Emile Griffith (2) | 24 mars 1962                          | 2       |
| 34 | Luis Manuel Rodríguez | 21 mars 1963                          | 0       |
| 35 | Emile Griffith (3) | 8 juin 1963 – 10 juin 1966            | 5       |
| Griffith s'est vu retirer le titre pour ne pas l'avoir défendu dans les 6 mois requis. | |                                       |         |
| 36 | Curtis Cokes (déf. Manuel González) | 24 août 1966                          | 5       |
| 37 | José Nápoles | 18 avril 1969                         | 3       |
| 38 | Billy Backus | 3 décembre 1970                       | 0       |
| 39 | José Nápoles (2) | 4 juin 1971 – 16 mai 1975             | 9       |
| Nápoles a été déchu de son titre WBA pour ne pas avoir signé pour un combat contre le concurrent poids welter n° 1 de la WBA, Ángel Espada. | |                                       |         |
| 40 | Ángel Espada (déf. Clyde Gray) | 28 juin 1975                          | 1       |
| 41 | Pipino Cuevas | 17 juillet 1976                       | 11      |
| 42 | Thomas Hearns | 2 août 1980                           | 3       |
| 43 | Sugar Ray Leonard | 16 septembre 1981 - 9 novembre 1982   | 1       |
| Leonard a quitté le titre en raison d'un décollement de la rétine et a pris sa retraite. | |                                       |         |
| 44 | Donald Curry (déf. Hwang Jun-Suk) | 13 février 1983                       | 7       |
| 45 | Lloyd Honeyghan | 27 septembre 1986 - 5 janvier 1987    | 0       |
| Honeyghan a quitté le titre après que la WBA lui ait demandé de défendre le titre contre le sud-africain Harold Volbrecht. Honeyghan a jeté la ceinture de titre WBA dans une poubelle dans une rue de Londres pour protester contre la sanction continue par la WBA des combats impliquant des citoyens d'Afrique du Sud gouvernée par l'apartheid.                                                                             | |                                       |         |
| 46 | Mark Breland (déf. Harold Volbrecht) | 6 février 1987                        | 0       |
| 47 | Marlon Starling | 22 août 1987                          | 2       |
| Starling a perdu le titre lors de sa troisième défense de manière controversée face à Tomas Molinares. Molinares a frappé Starling avec un coup de poing clairement lancé après la cloche. Starling est tombé pour la seule fois de sa carrière, et l'arbitre l'a compté. Molinares a été déclaré nouveau champion par KO cependant, la décision a ensuite été changée en un non-concours mais le Colombien a conservé le titre. | |                                       |         |
| 48 | Tomas Molinares | 29 juillet 1988 - 12 décembre 1988    | 0       |
| Molinares s'est retiré de son combat de défense avec Mark Breland et a quitté le titre en raison de problèmes pour maintenir son poids. | |                                       |         |
| 49 | Mark Breland (2) (def. Lee Seung-Soon) | 4 février 1989                        | 4       |
| 50 | Aaron Davis | 8 juillet 1990                        | 0       |
| 51 | Meldrick Taylor | 19 janvier 1991                       | 2       |
| 52 | Crisanto España | 31 octobre 1992                       | 2       |
| 53 | Ike Quartey | 4 juin 1994 – 19 août 1998            | 7       |
| Quartey a été déchu du titre pour avoir abandonné sa défense contre Andrey Pestryaev. | |                                       |         |
| 54 | James Page (def. Andrey Pestryaev) | 10 octobre 1998 – 27 septembre 2000   | 3       |
| Page a été dépouillé de son titre pour ne pas avoir combattu son challenger obligatoire Andrew Lewis. | |                                       |         |
| 55 | Andrew Lewis (déf. James Page) | 17 février 2001                       | 1       |
| 56 | Ricardo Mayorga | 30 mars 2002                          | 0       |
| 56 | Mayorga s'est battu pour le titre inaugural Unified contre WBC et le champion de The Ring Vernon Forrest.                                                 |                                       |         |
| 56 | Ricardo Mayorga – Champion unifié (def. Vernon Forrest)                                                                                                   | 25 janvier 2003                       | 2       |
| Mayorga s'est battu pour le titre incontesté contre le champion IBF Cory Spinks. | |                                       |         |
| 57 | Cory Spinks – Champion incontesté (def. Ricardo Mayorga)                                                                                                  | 13 décembre 2003                      | 2       |
| 58 | Zab Judah | 5 février 2005 – 7 janvier 2006       | 1       |
| Judah s'est battu avec Carlos Baldomir pour la ceinture WBC car ce dernier n'a pas payé les frais de sanction pour la ceinture WBA et IBF. Juda a perdu le combat et la WBA l'a ensuite dépouillé du titre. | |                                       |         |
| 59 | Luis Collazo – Champion régulier (Primary champion vacant)                                                                                                | 7 janvier 2006                        | 0       |
| 60 | Ricky Hatton | 13 mai 2006 – 31 août 2006            | 0       |
| Hatton a quitté le titre pour revenir au super léger. | |                                       |         |
| 61 | Miguel Cotto – Champion régulier (def. Carlos Quintana); (Primary champion vacant)                                                                        | 2 décembre 2006                       | 4       |
| 62 | Antonio Margarito | 26 juillet 2008                       | 0       |
| 62 | Margarito promu Super champion. |                                       |         |
| 62 | Antonio Margarito – Super champion (Champion régulier promu)                                                                                              | 3 octobre 2008                        | 0       |
| 63 | Shane Mosley | 24 janvier 2009 – 21 mai 2010         | 0       |
| La WBA a dépouillé Mosley du titre pour ne pas s'être mis d'accord sur les termes de son combat avec Floyd Mayweather Jr., qui a refusé de payer les frais de sanction pour le titre et Mosley s'est battu sans parvenir à un accord avec la WBA. | |                                       |         |
| 64 | Vyacheslav Senchenko – Champion régulier (Primary champion vacant)                                                                                        | 21 mai 2010                           | 2       |
| 65 | Paul Malignaggi | 30 avril 2012                         | 1       |
| 66 | Adrien Broner | 22 juin 2013                          | 0       |
| 67 | Marcos Rene Maidana | 14 décembre 2013                      | 0       |
| Maidana s'est battu pour le titre Unifié contre WBC et le champion de The Ring Floyd Mayweather Jr. | |                                       |         |
| 68 | Floyd Mayweather Jr. – Champion unifié (def. Marcos Maidana)                                                                                              | 3 mai 2014 – 19 janvier 2016          | 3       |
| Mayweather prend sa retraite à la suite de son combat avec Andre Berto le 14 septembre 2015. Cependant, il a été officiellement dépouillé du classement de décembre 2015 publié le 19 janvier 2016. La raison du retard était que "c'est une question de formalité". | |                                       |         |
| 69 | Keith Thurman – Champion régulier (Primary champion vacant)                                                                                               | 19 janvier 2016                       | 1       |
| 69 | Keith Thurman promu super champion sur les notes de janvier 2017 de la WBA publiées le 7 février, 1 mois avant de combattre le champion WBC Danny Garcia. |                                       |         |
| 69 | Keith Thurman – super champion (champion régulier promu)                                                                                                  | 7 février 2017                        | 2 (3)   |
| 70 | Manny Pacquiao | 20 juillet 2019 – 29 janvier 2021     | 0       |
| Pacquiao a été déchu de son titre et déclaré champion en vacances en raison de son inactivité. | |                                       |         |
| 71 | Yordenis Ugas – Super champion (Champion régulier promu)                                                                                                  | 29 janvier 2021                       | 1       |
| 72 | Errol Spence Jr. | 16 avril 2022                         | 0       |

### Poids moyens
| Nom | Nom | Date                                 | Défense |
| --- | --- | ------------------------------------ | ------- |
| 1 | Johnny Wilson | Janvier 1921                         | 3       |
| 2 | Harry Greb | 31 août 1923                         | 4       |
| 3 | Tiger Flowers | 25 février 1926                      | 1       |
| 4 | Mickey Walker | 3 décembre 1926 – 19 juin 1931       | 3       |
| Walker a laissé le titre vacant pour passer dans la catégorie poids lourds. | |                                      |         |
| 5 | Gorilla Jones (aux dépens d'Oddone Piazza)                                                                                | 25 janvier 1932                      | 1       |
| 6 | Marcel Thil | 11 juin 1932 – 19 septembre 1933     | 1       |
| Thil a été destitué lors de la convention annuelle de la NBA parce qu'il ne défendrait pas le titre aux États-Unis. | |                                      |         |
| 7 | Lou Brouillard (titre primé)                                                                                              | 19 septembre 1933                    | 0       |
| 8 | Vince Dundee | 30 octobre 1933                      | 2       |
| 9 | Teddy Yarosz | 11 septembre 1934                    | 0       |
| 10 | Babe Risko | 19 septembre 1935                    | 1       |
| 11 | Freddie Steele | 11 juillet 1936                      | 5       |
| 12 | Al Hostak | 26 juillet 1938                      | 0       |
| 13 | Solly Krieger | 1er novembre 1938                    | 0       |
| 14 | Al Hostak (2) | 27 juin 1939                         | 1       |
| 15 | Tony Zale | 19 juillet 1940                      | 4       |
| 16 | Rocky Graziano | 16 juillet 1947                      | 4       |
| 17 | Tony Zale (2) | 10 juin 1948                         | 0       |
| 18 | Marcel Cerdan | 21 septembre 1948                    | 0       |
| 19 | Jake LaMotta | 16 juin 1949                         | 2       |
| 20 | Sugar Ray Robinson | 14 février 1951                      | 0       |
| 21 | Randy Turpin | 10 juillet 1951                      | 0       |
| 22 | Sugar Ray Robinson (2) | 12 septembre 1951 – 19 décembre 1952 | 2       |
| Robinson a laissé le titre vacant et a pris sa retraite. | |                                      |         |
| 23 | Bobo Olson (aux dépens de Randy Turpin)                                                                                   | 21 octobre 1953                      | 3       |
| 24 | Sugar Ray Robinson (3) | 9 décembre 1955                      | 1       |
| 25 | Gene Fullmer | 2 janvier 1957                       | 0       |
| 26 | Sugar Ray Robinson (4) | 1er mai 1957                         | 0       |
| 27 | Carmen Basilio | 23 septembre 1957                    | 0       |
| 28 | Sucre Ray Robinson (5) | 25 mars 1958 - 4 mai 1959            | 0       |
| Robinson a été destitué pour ne pas avoir combattu Carmen Basilio dans un troisième combat entre les deux boxeurs. | |                                      |         |
| 29 | Gene Fullmer (2) (aux dépens de Carmen Basilio)                                                                           | 28 août 1959                         | 7       |
| 30 | Dick Tiger | 23 octobre 1962                      | 2       |
| 31 | Joey Giardello | 7 décembre 1963                      | 1       |
| 32 | Dick Tiger (2) | 21 octobre 1965                      | 0       |
| 33 | Emile Griffith | 25 avril 1966                        | 2       |
| 34 | Nino Benvenuti | 17 avril 1967                        | 0       |
| 35 | Emile Griffith (2) | 29 septembre 1967                    | 0       |
| 36 | Nino Benvenuti (2) | 4 mars 1968                          | 4       |
| 37 | Carlos Monzón | 7 novembre 1970 – 29 août 1977       | 14      |
| Monzón prend sa retraite. | |                                      |         |
| 38 | Rodrigo Valdés (aux dépens de Bennie Briscoe)                                                                             | 5 novembre 1977                      | 0       |
| 39 | Hugo Pastor Corro | 22 avril 1978                        | 2       |
| 40 | Vito Antuofermo | 30 juin 1979                         | 1       |
| 41 | Alan Minter | 16 mars 1980                         | 1       |
| 42 | Marvin Hagler | 27 septembre 1980 – 25 février 1987  | 11      |
| Hagler a été déchu de son titre pour avoir signé un combat avec Sugar Ray Leonard au lieu de son challengeur obligatoire, Herol Graham. | |                                      |         |
| 43 | Sumbu Kalambay (aux dépens d'Iran Barkley)                                                                                | 23 octobre 1987 – 2 mars 1989        | 3       |
| Kalambay a été déchu de son titre pour ne pas avoir défendu son titre contre d'autres boxeurs de haut niveau. | |                                      |         |
| 44 | Mike McCallum (aux dépens d'Herol Graham)                                                                                 | 10 mai 1989 – 4 décembre 1991        | 3       |
| La WBA a demandé à McCallum de défendre sa ceinture contre Steve Collins, qu'il avait détrôné lors d'une défense de titre l'année précédente. McCallum a choisi de se battre avec le champion IBF James Toney et a été déchu de son titre. | |                                      |         |
| 45 | Reggie Johnson (aux dépens de Steve Collins)                                                                              | 22 avril 1992                        | 3       |
| 46 | John David Jackson | 1er octobre 1993 – 6 mai 1994        | 0       |
| Jackson a été déchu de son titre pour avoir participé à un combat sans titre sans l'autorisation de la WBA. | |                                      |         |
| 47 | Jorge Fernando Castro (aux dépens de Reggie Johnson)                                                                      | 12 août 1994                         | 4       |
| 48 | Shinji Takehara | 19 décembre 1995                     | 0       |
| 49 | William Joppy | 24 juin 1996                         | 2       |
| 50 | Julio Cesar Green | 23 août 1997                         | 0       |
| 51 | William Joppy (2) | 31 janvier 1998                      | 5       |
| 52 | Félix Trinidad | 12 mai 2001                          | 0       |
| 53 | Bernard Hopkins – Super champion (aux dépens de Félix Trinidad)                                                           | 29 septembre 2001                    | 1       |
| 53 | Statut changé en champion unifié sur les classements officiels de juillet 2002 de la WBA publiés le 5 août.               |                                      |         |
| 53 | Bernard Hopkins – Champion unifié                                                                                         | 5 août 2002                          | 1 (2)   |
| 53 | Statut changé en champion incontesté sur les classements officiels de la WBA de juin à juillet 2003 publiés en septembre. |                                      |         |
| 53 | Bernard Hopkins – Champion incontesté                                                                                     | 26 septembre 2003                    | 4 (6)   |
| 54 | Jermain Taylor | 16 juillet 2005 – 14 décembre 2006   | 1       |
| Taylor a été déchu de son titre après ne pas avoir payé les frais de sanction à la WBA liés au fait de ne pas avoir mis en jeu le titre dans 2 de ses combats précédents contre Ronald Wright et Kassim Ouma.                              | |                                      |         |
| 55 | Javier Castillejo – Champion régulier (Super champion vacant)                                                             | 14 décembre 2006                     | 0       |
| 56 | Felix Sturm | 28 avril 2007                        | 7       |
| 56 | Sturm est promu super champion sur les classements WBA de février 2010 publiés le 24 mars.                                |                                      |         |
| 56 | Felix Sturm – Super champion (Champion régulier promu)                                                                    | 24 mars 2010                         | 5 (12)  |
| 57 | Daniel Geale | 1er septembre 2012 – 2 novembre 2012 | 0       |
| Geale a été déchu de son titre car il a choisi de combattre Anthony Mundine au lieu du challengeur obligatoire Gennady Golovkin. | |                                      |         |
| 58 | Gennady Golovkin – Champion régulier (Super champion vacant)                                                              | 2 novembre 2012                      | 5       |
| 58 | Golovkin promu super champion.                                                                                            |                                      |         |
| 58 | Gennady Golovkin – Super champion (Champion régulier promu)                                                               | 3 juin 2014                          | 9 (14)  |
| 59 | Canelo Álvarez | 15 septembre 2018 – 1er janvier 2021 | 1       |
| Álvarez laisse le titre vacant pour rester en poids super-moyens. | |                                      |         |
| 60 | Ryōta Murata – Champion régulier (Super champion vacant)                                                                  | 1er janvier 2021                     | 0       |
| 60 | Murata promu super champion.                                                                                              |                                      |         |
| 60 | Ryōta Murata – Super champion (Champion régulier promu)                                                                   | 6 janvier 2021                       | 0       |
| 61 | Gennady Golovkin (2) | 9 avril 2022                         | 0       |

### Poids mi-lourds
| Num. | Nom | Date                                  | Défense |
| --- | --- | ------------------------------------- | ------- |
| 1 | Georges Carpentier                                                                                                 | janvier 1921                          | 1       |
| 2 | Battling Siki | 24 septembre 1922                     | 0       |
| 3 | Mike McTigue | 17 mars 1923                          | 1       |
| 4 | Paul Berlenbach | 30 mai 1925                           | 3       |
| 5 | Jack Delaney | 16 juillet 1926 – 26 juillet 1927     | 1       |
| Delaney a laissé le titre vacant pour boxer dans la division des poids lourds. | |                                       |         |
| 6 | Jimmy Slattery (aux dépens de Maxie Rosenbloom)                                                                    | 30 août 1927                          | 0       |
| 7 | Tommy Loughran | 12 décembre 1927 – 3 septembre 1929   | 5       |
| Loughran a laissé le titre vacant pour boxer dans la division des poids lourds. | |                                       |         |
| 8 | Maxie Rosenbloom (titre récompensé)                                                                                | Septembre 1930 – 6 juin 1931          | 1       |
| Rosenbloom est destitué du titre pour ne pas l'avoir défendu en temps opportun. | |                                       |         |
| 9 | George Nichols (aux dépens de Dave Maier)                                                                          | 18 mars 1932 – 17 décembre 1932       | 0       |
| Nichols est destitué pour ne pas avoir défendu le titre dans le délai de huit mois. | |                                       |         |
| 10 | Joe Knight (titre récompensé)                                                                                      | Février 1933                          | 0       |
| 11 | Bob Godwin | 1er mars 1933                         | 0       |
| 12 | Maxie Rosenbloom (2)                                                                                               | 24 mars 1933 – 17 septembre 1934      | 2       |
| Rosenbloom est destitué parce que la NBA n'aimait pas ses tactiques de clown et de critique des adversaires sur le ring.                                                                            | |                                       |         |
| 13 | Bob Olin (aux dépens de Maxie Rosenbloom)                                                                          | 16 novembre 1934                      | 0       |
| 14 | John Henry Lewis                                                                                                   | 31 octobre 1935 – 19 juin 1939        | 5       |
| Lewis est déchu du titre pour ne pas l'avoir défendu dans le délai requis de six mois et était pratiquement aveugle de l'œil gauche.                                                                | |                                       |         |
| 15 | Billy Conn (aux dépens de Melio Bettina)                                                                           | 13 juillet 1939 – 20 décembre 1940    | 3       |
| Conn a laissé le titre vacant pour boxer dans la division des poids lourds. | |                                       |         |
| 16 | Anton Christoforidis (aux dépens de Melio Bettina)                                                                 | 13 janvier 1941                       | 0       |
| 17 | Gus Lesnevich | 24 mai 1941                           | 5       |
| 18 | Freddie Mills | 26 juillet 1948                       | 0       |
| 19 | Joey Maxim | 24 janvier 1950                       | 2       |
| 20 | Archie Moore | 17 décembre 1952 – 25 octobre 1960    | 8       |
| Moore a été déchu du titre pour ne pas avoir combattu Eric Schoeppner. | |                                       |         |
| 21 | Harold Johnson (aux dépens de Jesse Bowdry)                                                                        | 7 février 1961                        | 4       |
| 22 | Willie Pastrano | 1er juin 1963                         | 2       |
| 23 | José Torres | 30 mars 1965                          | 3       |
| 24 | Dick Tiger | 16 décembre 1966                      | 2       |
| 25 | Bob Foster | 24 mai 1968 – 9 décembre 1970         | 4       |
| Foster a été déchu du titre pour avoir omis de déposer une caution de 5 000 $ pour le combat avec Jimmy Dupree dans les 10 jours après sa défaite contre Joe Frazier.                               | |                                       |         |
| 26 | Vicente Rondón (aux dépens de Jimmy Dupree)                                                                        | 27 février 1971                       | 4       |
| 27 | Bob Foster (2) | 7 avril 1972 – 16 septembre 1974      | 5       |
| Foster prend sa retraite. | |                                       |         |
| 28 | Victor Galíndez (aux dépens de Len Hutchins)                                                                       | 7 décembre 1974                       | 10      |
| 29 | Mike Rossman | 15 septembre 1978                     | 1       |
| 30 | Victor Galíndez (2)                                                                                                | 14 avril 1979                         | 0       |
| 31 | Marvin Johnson | 30 novembre 1979                      | 0       |
| 32 | Eddie Mustafa Muhammad                                                                                             | 31 mars 1980                          | 2       |
| 33 | Michael Spinks | 18 juillet 1981 – 5 novembre 1985     | 10      |
| Spinks a laissé le titre vacant pour boxer en poids lourds. | |                                       |         |
| 34 | Marvin Johnson (2) (aux dépens de Leslie Stewart)                                                                  | 9 février 1986                        | 1       |
| 35 | Leslie Stewart | 23 mai 1987                           | 0       |
| 36 | Virgil Hill | 5 septembre 1987                      | 10      |
| 37 | Thomas Hearns | 3 juin 1991                           | 0       |
| 38 | Iran Barkley | 20 mars 1992 – 27 mai 1992            | 0       |
| Barkley a laissé le titre vacant pour boxer en poids lourds-légers. | |                                       |         |
| 39 | Virgil Hill (2) (aux dépens de Frank Tate)                                                                         | 29 septembre 1992                     | 10      |
| 40 | Dariusz Michalczewski                                                                                              | 13 juin 1997 – 1er juillet 1997       | 0       |
| La WBA a destitué Michalczewski du titre 18 jours plus tard pour avoir affiché sa ceinture avec celle de la WBO et refusé par la suite de renoncer à son titre WBO.                                 | |                                       |         |
| 41 | Lou Del Valle (aux dépens d'Eddy Smulders)                                                                         | 20 septembre 1997                     | 0       |
| 42 | Roy Jones Jr. | 18 juillet 1998                       | 5       |
| 42 | Jones est promu premier super champion lors des classements officiels de la WBA en décembre 2000.                  |                                       |         |
| 42 | Roy Jones Jr – Super champion (Champion régulier promu)                                                            | Décembre 2000                         | 3 (8)   |
| 42 | Changement de statut de champion unifié sur les classements officiels de juillet 2002 de la WBA publiés le 5 août. |                                       |         |
| 42 | Roy Jones Jr – Champion unifié                                                                                     | 5 août 2002 – 15 avril 2003           | 1 (9)   |
| Jones Jr. laisse le titre vacant pour boxer chez les poids lourds. | |                                       |         |
| 43 | Mehdi Sahnoune – Champion régulier (Super champion vacant)                                                         | 15 avril 2003                         | 0       |
| 44 | Silvio Branco | 10 octobre 2003 – 8 novembre 2003     | 0       |
| Branco est relégué en tant que champion régulier depuis que Roy Jones Jr. a remporté le titre unifié vacant.                                                                                        | |                                       |         |
| 45 | Roy Jones Jr. (2) – Champion unifié (aux dépens d'Antonio Tarver)                                                  | 8 novembre 2003                       | 0       |
| 46 | Antonio Tarver | 15 mai 2004 – 3 juillet 2004          | 0       |
| Tarver a été destitué du titre et retiré des classements officiels de juin 2004 de la WBA publiés le 3 juillet 2004.                                                                                | |                                       |         |
| 47 | Fabrice Tiozzo – Champion régulier (Super champion vacant)                                                         | 3 juillet 2004 – 19 octobre 2006      | 1       |
| Tiozzo a laissé le titre vacant et s'est retiré de la boxe professionnelle après avoir vaincu Dariusz Michalczewski.                                                                                | |                                       |         |
| 48 | Silvio Branco (2) – champion régulier (champion intérimaire promu ; super champion vacant)                         | 19 octobre 2006                       | 0       |
| 49 | Stipe Drews | 28 avril 2007                         | 0       |
| 50 | Danny Green | 16 décembre 2007 – 25 mars 2008       | 0       |
| Green a laissé le titre vacant et a pris sa retraite. | |                                       |         |
| 51 | Hugo Hernán Garay – Champion régulier (aux dépens de Yuriy Barashian ; super champion vacant)                      | 3 juillet 2008                        | 1       |
| 52 | Gabriel Campillo                                                                                                   | 20 juin 2009                          | 1       |
| 53 | Beibut Shumenov | 29 janvier 2010                       | 5       |
| 53 | Shumenov promu super champion.                                                                                     |                                       |         |
| 53 | Beibut Shumenov – Super champion (Champion régulier promu)                                                         | 8 octobre 2013                        | 1 (6)   |
| 54 | Bernard Hopkins | 19 avril 2014                         | 0       |
| Hopkins a combattu le champion WBO Sergey Kovalev pour le titre unifié. | |                                       |         |
| 55 | Sergey Kovalev – Champion unifié (aux dépens de Bernard Hopkins)                                                   | 8 novembre 2014                       | 4       |
| 56 | Andre Ward | 19 novembre 2016 – 21 septembre 2017  | 1       |
| Ward prend sa retraite. | |                                       |         |
| 57 | Badou Jack – Champion régulier (Super champion vacant)                                                             | 21 septembre 2017 – 23 septembre 2017 | 0       |
| Jack a laissé le titre vacant pour éviter une offre de bourse modeste face à son challengeur obligatoire Dmitrii Bivol et chercher des opportunités plus lucratives avec des boxeurs plus renommés. | |                                       |         |
| 58 | Dmitrii Bivol – champion régulier (champion intérimaire promu ; super champion vacant)                             | 23 septembre 2017                     | 5       |
| 58 | Bivol promu super champion avant de combattre Lenin Castillo.                                                      |                                       |         |
| 58 | Dmitrii Bivol – Super champion (Champion régulier promu)                                                           | 10 octobre 2019                       | 4 (9)   |

### Poids lourds
| Non. | Nom | Date                                | Défense |
| --- | --- | ----------------------------------- | ------- |
| 1 | Jack Dempsey                                                                                              | janvier 1921                        | 3       |
| 2 | Gene Tunney                                                                                               | 23 septembre 1926 – 31 juillet 1928 | 2       |
| Tunney prend sa retraite. | |                                     |         |
| 3 | Max Schmeling (aux dépens de Jack Sharkey)                                                                | 12 juin 1930                        | 1       |
| 4 | Jack Sharkey                                                                                              | 21 juin 1932                        | 0       |
| 5 | Primo Carnera                                                                                             | 29 juin 1933                        | 1       |
| 6 | Max Baer                                                                                                  | 14 juin 1934                        | 0       |
| 7 | James J. Braddock                                                                                         | 13 juin 1935                        | 0       |
| 8 | Joe Louis                                                                                                 | 22 juin 1937 – 1er mars 1949        | 25      |
| Louis a pris sa retraite. | |                                     |         |
| 9 | Ezzard Charles (aux dépens de Jersey Joe Walcott)                                                         | 22 juin 1949                        | 8       |
| 10 | Jersey Joe Walcott                                                                                        | 18 juillet 1951                     | 1       |
| 11 | Rocky Marciano                                                                                            | 23 septembre 1952 – 27 avril 1956   | 6       |
| Marciano prend sa retraite. | |                                     |         |
| 12 | Floyd Patterson (aux dépens d'Archie Moore)                                                               | 30 novembre 1956                    | 3       |
| 13 | Ingemar Johansson                                                                                         | 26 juin 1959                        | 0       |
| 14 | Floyd Patterson (2)                                                                                       | 20 juin 1960                        | 2       |
| La NBA change son nom en WBA le 23 août 1962 faisant de Patterson le premier champion poids lourds WBA et le dernier champion poids lourds NBA. | |                                     |         |
| 15 | Sonny Liston                                                                                              | 25 septembre 1962                   | 1       |
| 16 | Mohamed Ali                                                                                               | 25 février 1964 – 14 septembre 1964 | 0       |
| Ali a été destitué du titre pour avoir signé un match revanche avec Liston. | |                                     |         |
| 17 | Ernie Terrell (aux dépens d'Eddie Machen)                                                                 | 5 mars 1965                         | 2       |
| 18 | Mohamed Ali (2)                                                                                           | 6 février 1967 – 28 avril 1967      | 1       |
| Ali a été déchu du titre en raison de son refus d'être enrôlé dans l'armée. | |                                     |         |
| 19 | Jimmy Ellis (aux dépens de Jerry Quarry)                                                                  | 27 avril 1968                       | 1       |
| 20 | Joe Frazier                                                                                               | 16 février 1970                     | 4       |
| 21 | George Foreman                                                                                            | 22 janvier 1973                     | 2       |
| 22 | Mohamed Ali (3)                                                                                           | 30 octobre 1974                     | 10      |
| 23 | Leon Spinks                                                                                               | 15 février 1978                     | 0       |
| 24 | Mohamed Ali (4)                                                                                           | 15 septembre 1978 – 4 juillet 1979  | 0       |
| Ali a laissé le titre titre et a pris sa retraite mais reviendra un an plus tard pour combattre Larry Holmes. | |                                     |         |
| 25 | John Tate (aux dépens de Gerrie Coetzee)                                                                  | 20 octobre 1979                     | 0       |
| 26 | Mike Weaver                                                                                               | 31 mars 1980                        | 2       |
| 27 | Michael Dokes                                                                                             | 10 décembre 1982                    | 1       |
| 28 | Gerrie Coetzee                                                                                            | 23 septembre 1983                   | 0       |
| 29 | Greg Page                                                                                                 | 1er décembre 1984                   | 0       |
| 30 | Tony Tubbs                                                                                                | 29 avril 1985                       | 0       |
| 31 | Tim Witherspoon                                                                                           | 17 janvier 1986                     | 1       |
| 32 | James Smith                                                                                               | 12 décembre 1986                    | 0       |
| 33 | Mike Tyson                                                                                                | 7 mars 1987                         | 8       |
| 34 | James Douglas                                                                                             | 11 février 1990                     | 0       |
| 35 | Evander Holyfield                                                                                         | 25 octobre 1990                     | 3       |
| 36 | Riddick Bowe                                                                                              | 13 novembre 1992                    | 2       |
| 37 | Evander Holyfield (2)                                                                                     | 6 novembre 1993                     | 0       |
| 38 | Michael Moorer                                                                                            | 22 avril 1994                       | 0       |
| 39 | George Foreman (2)                                                                                        | 5 novembre 1994 – 4 mars 1995       | 0       |
| Foreman a été destitué après avoir refusé de combattre le challenger obligatoire Tony Tucker. | |                                     |         |
| 40 | Bruce Seldon (aux dépens de Tony Tucker)                                                                  | 8 avril 1995                        | 1       |
| 41 | Mike Tyson (2)                                                                                            | 7 septembre 1996                    | 0       |
| 42 | Evander Holyfield (3)                                                                                     | 9 novembre 1996                     | 4       |
| 43 | Lennox Lewis                                                                                              | 13 novembre 1999 – 13 avril 2000    | 0       |
| Lewis a été destitué après avoir accepté de combattre le challengeur WBC Michael Grant au lieu de John Ruiz. Ruiz a contesté cette décision devant le tribunal sur la base d'une clause du contrat de revanche Lewis-Holyfield qui stipulait que le premier combat de Lewis en tant que champion unifié serait contre le candidat numéro un de la WBA. | |                                     |         |
| 44 | Evander Holyfield (4) (aux dépens de John Ruiz)                                                           | 12 août 2000                        | 0       |
| 45 | John Ruiz                                                                                                 | 3 mars 2001                         | 2       |
| 46 | Roy Jones Jr.                                                                                             | 1er mars 2003 – 24 février 2004     | 0       |
| Jones Jr. a laissé le titre vacant pour boxer dans la catégorie des poids lourds-légers. | |                                     |         |
| 47 | John Ruiz (2) (champion par intérim promu)                                                                | 24 février 2004                     | 2       |
| 48 | Nikolaï Valouïev                                                                                          | 17 décembre 2005                    | 3       |
| 49 | Ruslan Chagayev                                                                                           | 14 avril 2007 – 3 juillet 2008      | 2       |
| Chagaev s'est déchiré le tendon d'Achille et le titre a été déclaré en vacance. | |                                     |         |
| 50 | Nikolaï Valouïev (2) (aux dépens de John Ruiz)                                                            | 30 août 2008                        | 1       |
| 51 | David Haye                                                                                                | 7 novembre 2009                     | 2       |
| Haye s'est battu pour le titre unifié contre Wladimir Klitschko. | |                                     |         |
| 52 | Wladimir Klitschko – Champion unifié (aux dépens de David Haye)                                           | 2 juillet 2011                      | 0       |
| 52 | Promu au rang de super champion lors des classements officiels de juillet 2011 de la WBA publiés en août. |                                     |         |
| 52 | Wladimir Klitschko – Super champion                                                                       | août 2011                           | 8       |
| Klitschko a perdu contre Tyson Fury mais Fury a été reconnu comme champion unifié dans le classement de novembre de la WBA publié le 10 décembre. | |                                     |         |
| 53 | Tyson Fury – Champion unifié (aux dépens de Wladimir Klitschko)                                           | 28 novembre 2015 – 12 octobre 2016  | 0       |
| Fury a laissé le titre vacant après avoir annulé un match revanche avec Wladimir Klitschko pour la deuxième fois, invoquant une dépression après un test positif à la cocaïne. | |                                     |         |
| 54 | Anthony Joshua – Super champion (aux dépens de Wladimir Klitschko)                                        | 29 avril 2017                       | 3       |
| 55 | Andy Ruiz Jr.                                                                                             | 1er juin 2019                       | 0       |
| 56 | Anthony Joshua (2)                                                                                        | 7 décembre 2019                     | 1       |
| 57 | Oleksandr Usyk                                                                                            | 25 septembre 2021                   | 0       |